# Okres Malacky
Okres Malacky je jeden z okresů Slovenska. Leží v Bratislavském kraji, tvoří jeho celou severní část. Na severu hraničí s okresem Senica a Trnava v Trnavském kraji, na jihu s okresem Pezinok a s hlavním městem Bratislavou. Na západě pak ještě hraničí s Rakouskem, se spolkovou zemí Dolní Rakousy.